# 维特 (加来海峡省)
维特（法語：Wittes，法語發音：[wit]）是法国上法蘭西大區加来海峡省的一个市镇，属于圣奥梅尔区。

## 地理
维特（50°40'10"N, 2°23'30"E）面积3.92 平方千米，位于法国上法蘭西大區加来海峡省，该省份为法国北部沿海省份，西北濒北海，南至索姆省，东临北部省。
与维特接壤的市镇（或旧市镇、城区）包括：布拉兰盖姆、博斯盖姆、利斯河畔艾尔、罗克图瓦尔。

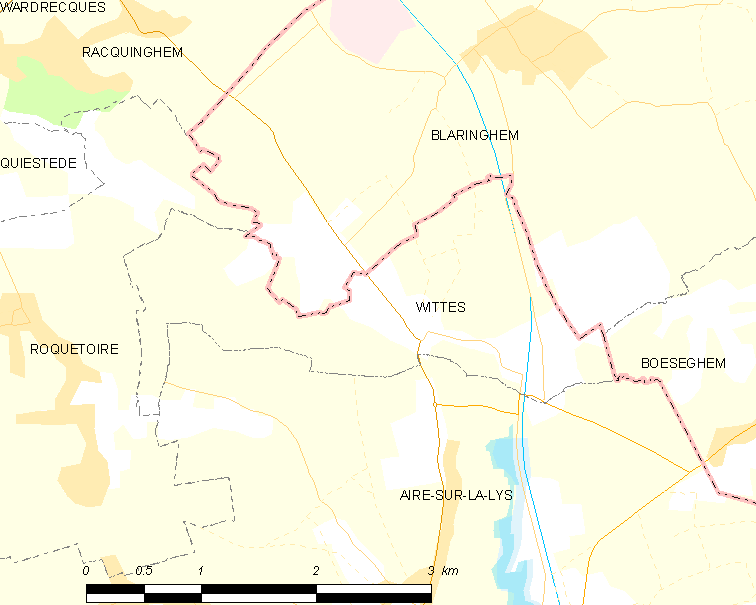
的OSM定位图

维特的时区为UTC+01:00、UTC+02:00（夏令时）。

## 行政
维特的邮政编码为62120，INSEE市镇编码为62901。

## 政治
维特所属的省级选区为利斯河畔艾尔县。

## 人口

1962-2008年间人口变化图示

维特于2022年1月1日时的人口数量为985人。